# بارطشية
البارطشية (الاسم العلمي: Bartsia) هي جنس من النباتات يتبع الفصيلة الهالوكية من رتبة الشفويات. سُمي هذا الجنس من قِبَل عالم النبات السويدي كارل لينيوس تكريماً لعالم النبات الألماني يوهان بارطش (1709-1738) (بالإنجليزية: Johann Bartsch)‏.